# امینی، هند
امینی (به انگلیسی: Amini, India) یک منطقهٔ مسکونی در هند است که در لاکشادویپ واقع شده‌است.

## خصوصیات
امینی ۷٬۳۴۰ نفر جمعیت دارد.